# أندريا فيراري
أندريا فيراري (بالإيطالية: Andrea Ferrari)‏ (1 يونيو 1986 ميلانو إيطاليا - ) هو لاعب كرة قدم إيطالي يلعب كحارس مرمى.